# Вата, Руди
Руди Вата (13 февраля 1969 года, Шкодер) — албанский футболист, защитник. По завершении игровой карьеры стал спортивным агентом и тренером. Как агент содействовал трансферам в Россию Гарри О'Коннора и Эйдена Макгиди.

## Клубная карьера
Начинал свою профессиональную карьеру во Влазнии, затем перешёл в «Динамо» (Тирана). В 1991 находясь с молодёжной сборной Албании во Франции, попросил политического убежища. С этого момента началась европейская карьера Руди.
Он выступал за такие европейские клубы как «Ле Ман», «Селтик», «Энерги Котбус», «Сент-Джонстон». В 1995 году в составе «Селтика» выиграл Кубок Шотландии.
В 2003 году отыграл сезон в японской Иокогаме, которую в то время тренировал Пьер Литтбарски.

## Карьера в сборной
За сборную Албании провел 59 матчей, забил 5 мячей.

## Тренерская карьера
Начал карьеру тренера в 2011, возглавив футбольный клуб «Влазния». 9 апреля 2012 покинул этот пост.

## Достижения

### Командные
- Обладатель Кубка Шотландии: 1994/95
- Чемпион Албании (2): 1999/00, 2002/03

### Личные
Футболист года в Албании: 1999, 2000